# (136491) 2005 GL140
(136491) 2005 GL140 es un asteroide perteneciente al cinturón de asteroides, descubierto el 13 de abril de 2005 por el equipo del Lincoln Near-Earth Asteroid Research desde el Laboratorio Lincoln, Socorro, Nuevo México.

## Designación y nombre
Designado provisionalmente como 2005 GL140.

## Características orbitales
(136491) 2005 GL140 está situado a una distancia media del Sol de 3,163 ua, pudiendo alejarse hasta 3,633 ua y acercarse hasta 2,693 ua. Su excentricidad es 0,149 y la inclinación orbital 6,859 grados. Emplea 2054,67 días en completar una órbita alrededor del Sol.
Los próximos acercamientos a la órbita de Júpiter ocurrirán el 20 de julio de 2025, el 19 de enero de 2036 y el 5 de julio de 2110.

## Características físicas
La magnitud absoluta de (136491) 2005 GL140 es 15,04. Tiene 4,959 km de diámetro y su albedo se estima en 0,095.